# Келлосальми, Феликс Петрович
Феликс Петрович Келлосальми (при рождении Петтерссон; 3 июня 1877, Мессукюля — 28 марта 1939) — финский политический деятель. Он был членом парламента Финляндии с 1909 по 1911 год и снова с 1917 по 1918 год, представляя Социал-демократическую партию Финляндии (СДП). Он был на стороне красных во время Гражданской войны в Финляндии, а после их поражения уехал в Советскую Россию. Он вступил в Коммунистическую партию Советского Союза и поселился в Карельской АССР, где работал журналистом, учителем, переводчиком и на других должностях. 16.10.1935 исключен из КПСС, 21.10.1935 арестован органами НКВД. Освобожден 5 февраля 1936 г. по состоянию здоровья. Обвинения с него были сняты, но в члены партии он не был восстановлен. Умер в Петрозаводске 28 марта 1939 г.  